# FC Milsami Orhei
FC Milsami är en fotbollsklubb i Orhei i Moldavien grundades 2005 under namnet FC Viitolul Step-Soči.
Klubben spelar i Divizia Națională – den moldaviska förstadivisionen.

## Placering tidigare säsonger
| Säsong  | Nivå | Liga              | Placering | Referens |
| ------- | ---- | ----------------- | --------- | -------- |
| 2010/11 | 1    | Divizia Națională | 4         | [ 1 ]    |
| 2011/12 | 1    | Divizia Națională | 4         | [ 2 ]    |
| 2012/13 | 1    | Divizia Națională | 6         | [ 3 ]    |
| 2013/14 | 1    | Divizia Națională | 6         | [ 4 ]    |
| 2014/15 | 1    | Divizia Națională | 1         | [ 5 ]    |
| 2015/16 | 1    | Divizia Națională | 6         | [ 6 ]    |
| 2016/17 | 1    | Divizia Națională | 3         | [ 7 ]    |
| 2017    | 1    | Divizia Națională | 2         | [ 8 ]    |
| 2018    | 1    | Divizia Națională | 2         | [ 9 ]    |
| 2019    | 1    | Divizia Națională | 5         | [ 10 ]   |
| 2020/21 | 1    | Divizia Națională | 3         | [ 11 ]   |
| 2021/22 | 1    | Divizia Națională | 3         | [ 12 ]   |
| 2022/23 | 1    | Superligan        | 4         | [ 13 ]   |
| 2023/24 | 1    | Superligan        | 4         | [ 14 ]   |

## Spelartrupp 2021
| Nr | Land      | Pos | Namn            |
| -- | --------- | --- | --------------- |
| 1  | Moldavien | MV  | Emil Tîmbur     |
| 4  | Moldavien | F   | Igor Arhirii    |
| 5  | Moldavien | A   | Radu Gînsari    |
| 6  | Gambia    | F   | Omar Gaye       |
| 7  | Moldavien | A   | Nichita Iurașco |
| 8  | Moldavien | MF  | Ion Dragan      |
| 9  | Moldavien | A   | Maxim Antoniuc  |
| 10 | Moldavien | MF  | Alexandru Dedov |
| 11 | Moldavien | F   | Ion Ghimp       |
| 12 | Moldavien | MV  | Oleg Malac      |
| 15 | Moldavien | A   | Sergiu Nazar    |

| Nr | Land      | Pos | Namn               |
| -- | --------- | --- | ------------------ |
| 16 | Moldavien | MF  | Alexandru Antoniuc |
| 18 | Moldavien | F   | Constantin Bogdan  |
| 19 | Moldavien | MF  | Dan Pîslă          |
| 20 | Kamerun   | MF  | Vitus Amougui      |
| 21 | Moldavien | F   | Vasile Jardan      |
| 23 | Moldavien | F   | Vadim Bolohan      |
| 24 | Moldavien | MF  | Eugen Zasavițchi   |
| 31 | Moldavien | MV  | Victor Buga        |
| 84 | Moldavien | A   | Artiom Puntus      |
| 98 | Ryssland  | MF  | Igor Lambarschi    |

## Kända spelare
- Gheorghe Andronic